# 埃萨尔昂博卡日
埃萨尔昂博卡日（法語：Essarts-en-Bocage，2024年之前拼作，法語發音：[esaʁ ɑ̃ bɔkaʒ]）是法国卢瓦尔河地区大区旺代省的一个市镇，位于该省中部偏东北，属于永河畔拉罗什区。

## 地名
“埃萨尔昂博卡日”（Essarts-en-Bocage）一名在法语中意为“树篱田中的采伐地”。

## 历史
埃萨尔昂博卡日成立于2016年1月1日，由以下4个市镇合并而成：
- 布洛涅（Boulogne）
- 莱塞萨尔（Les Essarts）
- 卢瓦
- 圣弗洛朗斯（Sainte-Florence）

其中莱塞萨尔为政府驻地。
2024年1月1日，卢瓦和圣弗洛朗斯脱离埃萨尔昂博卡日，重新成为独立市镇。

## 地理
埃萨尔昂博卡日（46°46'28"N, 1°13'37"W）面积68.47 平方千米，位于法国卢瓦尔河地区大区旺代省，该省份为法国西部沿海省份，北起大西洋卢瓦尔省和曼恩-卢瓦尔省，西临大西洋，南至滨海夏朗德省，东部及东南部与德塞夫勒省接壤。
与埃萨尔昂博卡日接壤的市镇（或旧市镇、城区）包括：绍谢、拉梅拉蒂耶尔、圣安德烈古勒杜瓦、圣马丹德努瓦耶、永河畔栋皮埃尔、圣塞西尔、圣弗洛朗斯。
埃萨尔昂博卡日的时区为UTC+01:00、UTC+02:00（夏令时）。

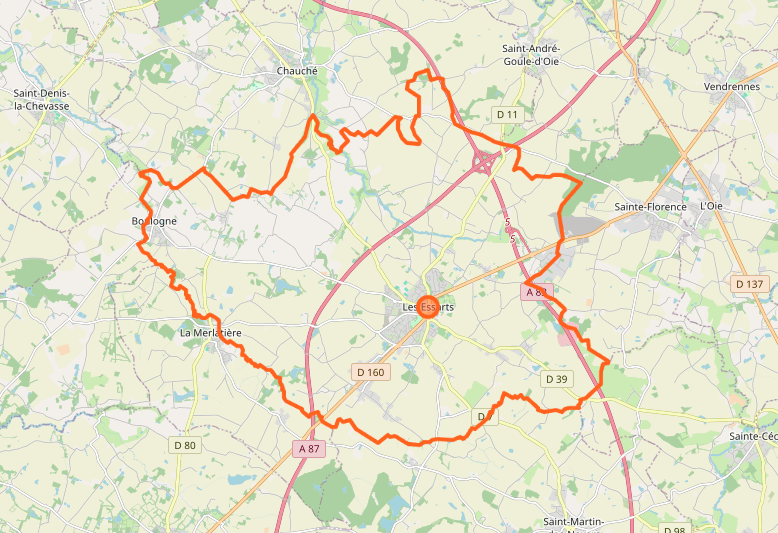
埃萨尔昂博卡日的OSM定位图

## 行政
埃萨尔昂博卡日的邮政编码为85140，INSEE市镇编码为85084。

## 政治
埃萨尔昂博卡日所属的省级选区为尚托奈县。

## 人口
埃萨尔昂博卡日于2022年1月1日时的人口数量为6835人。